# Primer Govern Radical de la Segona República Espanyola

Escut de la Segona República Espanyola

El Primer Govern Radical de la Segona República Espanyola del bienni social-azañista va estar presidit per Alejandro Lerroux i es va constituir el 12 de setembre de 1933. Acaba el seu mandat el 8 d'octubre de 1933 i seguidament es convocaren les eleccions generals espanyoles de 1933.

## Repartiment de carteres
| Imatge       | Cartera                                     |  | Nom                                                                 | Partit                              |
| ------------ | ------------------------------------------- |  | ------------------------------------------------------------------- | ----------------------------------- |
| Sense imatge | President del Govern                        |  | Alejandro Lerroux La Rambla (Còrdova), 1864                         | Partit Republicà Radical            |
| Sense imatge | Ministre d'Estat                            |  | Claudio Sánchez-Albornoz Meduiña Madrid, 1893                       | Acció Republicana                   |
| Sense imatge | Ministre de Justícia                        |  | Juan Botella Asensi Alcoi, 1884                                     | Izquierda Radical Socialista (IRS)  |
| Sense imatge | Ministro de la Guerra                       |  | Juan José Rocha i García Cartagena (Regió de Múrcia), 1877          | Partit Republicà Radical            |
| Sense imatge | Ministre de Marina                          |  | Vicente Iranzo Enguita Cella (Província de Terol), 1889             | Partit Republicà Independent        |
| Sense imatge | Ministre de Hisenda                         |  | Antonio Lara Zárate Santa Cruz de Tenerife (Tenerife), 1881         | Partit Republicà Radical            |
| Sense imatge | Ministre de la Governació                   |  | Diego Martínez Barrio Sevilla, 1883                                 | Partit Republicà Radical            |
| Sense imatge | Ministre d'Instrucció Pública i Belles Arts |  | Domingo Barnés Salinas Sevilla, 1879                                | Partit Republicà Radical Socialista |
| Sense imatge | Ministre d'Obres Públiques                  |  | Rafael Guerra del Río Las Palmas de Gran Canaria (Las Palmas), 1885 | Partit Republicà Radical            |
| Sense imatge | Ministre de Treball                         |  | Ricardo Samper Ibáñez València, 1881                                | Partit Republicà Radical            |
| Sense imatge | Ministre d'Agricultura                      |  | Ramón Feced Gresa Aliaga (Província de Terol) 1885                  | Partit Republicà Radical Socialista |
| Sense imatge | Ministre d'Indústria i Comerç               |  | Laureano Gómez Paratcha Pontevedra, 1884                            | ORGA                                |
| Sense imatge | Ministre de Comunicacions                   |  | Miquel Santaló i Parvorell Vilaür (Província de Girona) 1884        | Esquerra Republicana de Catalunya   |